# شينجي ميازاكي
شينجي ميازاكي (宮崎慎二 ميازاكي شينجي) هو ملحن ياباني ولد في 7 أكتوبر 1956 في ماتسوياما, إهيمه.

## أعماله في الأنمي

### مسلسلات أنمي تلفزيونية
- بوكيمون
- بوكيمون أدفانس
- بوكيمون دياموند/بيرل
- بوكيمون بلاك/وايت
- بوكيمون إكس/واي
- بوكيمون سن/مون
- هجوم كابتن ثابت

### أفلام أنمي
- سلسلة أفلام بوكيمون
  - فيلم بوكيمون الأول: ثأر ميوتو
  - فيلم بوكيمون 2000: قوة الإتحاد
  - فيلم بوكيمون 3: إنتي و تعويذة الأنون
  - فيلم بوكيمون فور إيفر: سيليبي صوت الغابة
  - بوكيمون هيروز: لاتيوس و لاتياس
  - فيلم بوكيمون: جيراتشي محقق الأماني
  - فيلم بوكيمون: مصير ديوكسيس
  - فيلم بوكيمون: لوكاريو و لغز ميو
  - بوكيمون رينجر و قصر البحر
  - فيلم بوكيمون: نهوض داركراي
  - فيلم بوكيمون: غيراتينا و محارب السماء
  - فيلم بوكيمون: آركيوس و جوهرة الحياة
  - فيلم بوكيمون: زوروارك سيد الأوهام
  - فيلم بوكيمون بلاك: فيكتيني و ريشيرام
  - فيلم بوكيمون: كيوريم ضد سيف العدالة
  - فيلم بوكيمون: جينيسيكت و نهوض الأسطورة
  - فيلم بوكيمون: ديانسي و شرنقة الدمار
  - فيلم بوكيمون: هوبا و صراع الأزمنة
  - فيلم بوكيمون: فولكانيون و الأعجوبة الميكانيكية
  - فيلم بوكيمون: أنا أختارك!
  - فيلم بوكيمون: قوتنا
  - فيلم بوكيمون: ثأر ميوتو: التطور
  - فيلم بوكيمون: سر الأدغال
- كرايون شين-تشان: مغامرة في هندرلاند (بالتعاون مع توشيوكي أراكاوا)
- كرايون شين-تشان: مطاردة كرات الظلام (بالتعاون مع توشيوكي أراكاوا)
- كرايون شين-تشان: مباغتة! مهمة حافر الحيوان السرية (بالتعاون مع توشيوكي أراكاوا)
- كرايون شين-تشان: نداء العاصفة في الأدغال (بالتعاون مع توشيوكي أراكاوا)
- كرايون شين-تشان: نداء العاصفة, فتيان كاسوكابي من غروب الشمس (بالتعاون مع توشيوكي أراكاوا)
- كرايون شين-تشان: معركة جدية! هجوم بابا الآلي (بالتعاون مع توشيوكي أراكاوا)
- كرايون شين-تشان: نوم عميق! هجوم كبير على عالم الأحلام (بالتعاون مع توشيوكي أراكاوا)
- 2112: ولادة دورايمون

## وصلات خارجية
- شينجي ميازاكي على موقع IMDb (الإنجليزية)
- شينجي ميازاكي على موقع ميوزك برينز (الإنجليزية)
- شينجي ميازاكي على موقع ديسكوغز (الإنجليزية)
- شينجي ميازاكي على موقع قاعدة بيانات الفيلم (الإنجليزية)
- شينجي ميازاكي على موقع ANN person (الإنجليزية)
- صفحة Bulbapedia